# Carl Adolf Otth
Carl Adolf Otth, auch Adolph und Karl, (* 2. April 1803 in Bern; † 16. Mai 1839 in Jerusalem) war ein Schweizer Arzt und Naturforscher. Sein Bruder Gustav Heinrich Otth (1806–1874) war Mykologe.

## Leben
Otth studierte 1822 zunächst Medizin in Bern, dann nahm er Unterricht in Naturgeschichte bei Augustin-Pyrame de Candolle und bei Nicolas Charles Seringe. 1825 setzte er in Kiel und 1826 in Berlin sein Medizinstudium fort und erlangte 1828 seinen Doktortitel. Nach einem sechsmonatigen Aufenthalt in Paris kehrte er in seine Heimatstadt zurück, um dort zu praktizieren.
1836 unternahm er mehrere Naturforschungsreisen, die erste nach Frankreich in die Dauphiné und die Provence, anschliessend ans Mittelmeer, insbesondere auf die Balearen, und schliesslich bereiste er Algerien. Von dieser Reise brachte er eine grosse Sammlung neuentdeckter Reptilien, Amphibien und Insekten mit. Des Weiteren beschrieb er 1837 als erster die Froschgattung Discoglossus anhand des Gemalten Scheibenzünglers.
1838 erschien ein Buch mit 30 Lithografien bei Johann Friedrich Wagner in Bern, die Otth in Algerien anfertigte. Das Werk trägt den Titel Esquisses africaines, dessinées pendant un voyage à Alger et lithographiées par Adolphe Otth (deutsch «Afrikanische Skizzen, gezeichnet während einer Reise nach Algier und Lithografien von Adolphe Otth»).
1839 unternahm er eine letzte Reise in den Nahen Osten. Im Mai 1839 starb er in Jerusalem an der Pest. Seine Sammlungen, Manuskripte und Zeichnungen gingen verloren. Das biologische Autorenkürzel Otth bezieht sich auf seinen Namen.